# We Young (мініальбом)
We Young — перший мініальбом NCT Dream, третього підрозділу південнокорейського гурту хлопців NCT. SM Entertainment випустила мініальбом 17 серпня 2017 року, який розповсюджувала Genie Music. Мініальбом складається з 5 пісень у загалом.

## Концепт
Основна пісня, «We Young», за жанром є танцем із високим темпом та з численною кількістю тропікал-хауз. Також альбом складається з інших чотирьох пісень: «La La Love», «Walk You Home», «My Page» і «Trigger the Fever», які обертаються навколо теми юнацького кохання та інших проблем, які виникають у підлітків.

## Реклама
16 серпня 2017 року NCT Dream вперше виступили зі своєю піснею «We Young» під час зустрічі у Gyeonggi-do Ilsan Hyundai Motor Studio Goyang. Підрозділ вперше виступ з цією піснею на сцені був під час програми M Countdown.

## Список пісень
| #     | Назва                               | Автор слів                                     | Автор музики                                    | Перекладення              | Тривалість |
| ----- | ----------------------------------- | ---------------------------------------------- | ----------------------------------------------- | ------------------------- | ---------- |
| 1.    | «We Young»                          | Kenzie                                         | Kenzie LDN Noise Ylva Dimberg                   | LDN Noise                 | 3:44       |
| 2.    | «La La Love»                        | 신아녜스(MonoTree) 마크                        | David Amber Noel Cohen Devyn Rush               | David Amber               | 3:01       |
| 3.    | «같은 시간 같은 자리 Walk you home» | 서지음 마크                                    | David Fremberg Onestar(MonoTree) Allison Kaplan | David Fremberg            | 2:55       |
| 4.    | «My Page»                           | 민연재 마크                                    | Coach & Sendo Andrew Choi                       | Coach & Sendo Andrew Choi | 3:46       |
| 5.    | «We Young 青春漾 (Chinese Version)» | 王靖云                                         | Kenzie LDN Noise Ylva Dimberg                   | LDN Noise                 | 3:43       |
| 6.    | «Trigger the fever (Bonus Track)»   | 100%서정(Jam Factory) 황지원(Jam Factory) 마크 | David Amber Andy Love Hitchhiker                | David Amber Hitchhiker    | 3:26       |
| 20:58 |                                     |                                                |                                                 |                           |            |

## Історія випуску
| Регіон         | Дата           | Формат                   | Фірма звукозапису            |
| -------------- | -------------- | ------------------------ | ---------------------------- |
| Південна Корея | 17 серпня 2017 | CD, цифрове завантаження | SM Entertainment Genie Music |
| Світ           | 17 серпня 2017 | Цифрове завантаження     | SM Entertainment Genie Music |